# Содре, Жоанидия
Жоанидия Нуньес Содре (порт. Joanídia Núñez Sodré; 22 декабря 1903, Порту-Алегри — 7 сентября 1975, Рио-де-Жанейро) — бразильская пианистка, композитор и дирижёр.
С четырёхлетнего возраста жила в Рио-де-Жанейро. Училась игре на фортепиано у Алберто Непомусено, затем окончила Национальный институт музыки, где училась у Энрике Освальда (фортепиано), Франсиско Браги (композиция) и Аньело Франса (гармония). В 1927—1930 гг. совершенствовалась в Берлинской высшей школе музыки под руководством Пауля Юона (композиция) и Игнаца Вагхальтера (дирижирование).
По возвращении в Бразилию основала и возглавила женский хор, а затем в 1939 г. молодёжный оркестр. Преподавала гармонию в Национальном институте музыки, в 1946—1967 гг. его директор. Автор учебников по контрапункту и инструментовке.
Автор оперы «Каса Форте» (порт. Casa Forte; 1927), кантат для хора и оркестра «Подсолнух» (порт. Girassol) и «Пожар в Риме» (порт. Incêndio em Roma), камерных сочинений.
В 1967 году основала Национальную академию музыки (порт. Academia Nacional de Música).